# Mateusz II (patriarcha Konstantynopola)
Mateusz II , gr. Ματθαῖος Β΄ (zm. 1603) – ekumeniczny patriarcha Konstantynopola w 1596, 1598–1602 i kilkanaście dni w 1603.

## Życiorys
Był z pochodzenia Wołochem. Na początku 1596 r. został wybrany na patriarchę ekumenicznego, ale wybór nie został zaakceptowany przez Święty Synod. Po dwudziestu dniach został zmuszony do dymisji. Przeniósł się do górę Athos. W kwietniu 1598 został ponownie wybrany. Pozostał na tronie do stycznia 1602. Ponownie wybrany po raz trzeci w 1603 panował przez siedemnaście dni aż do swojej śmierci.